# Wikke
Wikke (Vicia) is een plantengeslacht uit de onderfamilie Papilionoideae van de vlinderbloemenfamilie (Leguminosae). Het geslacht komt met ongeveer 140 soorten voor in gematigde streken van het noordelijk halfrond en in Zuid-Amerika.
Wikkes zijn kruidachtige planten, meestal met ranken waarmee ze naburige planten beklimmen. De namen wikke en Vicia zijn etymologisch verwant met viere, Latijn voor wikkelen of binden. De vruchten zijn peulen.

## Toepassingen
De tuinboon (Vicia faba) wordt al zeer lang verbouwd voor de menselijke consumptie. Het is de enige eetbare boon die van nature voorkomt in de Oude Wereld. 
Een aantal wikkesoorten, zoals voederwikke (Vicia sativa subsp. sativa) en bonte wikke (Vicia villosa), zijn op vele plaatsen in de wereld in cultuur als veevoer. De planten binden stikstof uit de lucht en zijn daardoor ook zeer geschikt als groenbemester en voor het produceren van plantaardige compost.
De zaden worden vaak gebruikt in vogelvoer.

## Soorten
In Nederland en België komen de volgende soorten voor:
- Bonte wikke (Vicia villosa)
- Erwtenwikke of erwtbladigewikke (Vicia pisiformis)
- Gele wikke (Vicia lutea)
- Grote wikke (Vicia grandiflora)
- Heggenwikke (Vicia sepium)
- Heidewikke (Vicia orobus)
- Lathyruswikke (Vicia lathyroides)
- Linzenwikke of ook wel Bittere wikke (Vicia ervilia) of erve genoemd, een van de eerst gecultiveerde gewassen
- Ringelwikke (Vicia hirsuta)
- Stijve wikke (Vicia tenuifolia)
- Tuinboon (Vicia faba)
  - Duivenboon (Vicia faba var. minor)
  - Paardenboon, Wierboon (Vicia faba var. equina)
  - Waalse boon (Vicia faba var. major)
- Vierzadige wikke (Vicia tetrasperma)
  - Vicia tetrasperma subsp. tetrasperma
  - Slanke wikke (Vicia tetrasperma subsp. gracilis)
- Voederwikke (Vicia sativa)
  - Vicia sativa subsp. sativa
  - Smalle wikke (Vicia sativa subsp. nigra)
  - Akkerwikke of ook wel Vergeten wikke (Vicia sativa subsp. segetalis)
- Vogelwikke (Vicia cracca)

... · 
V. cracca (Vogelwikke) · 
V. ervilia (Linzenwikke) · 
V. faba (Tuinboon) · 
V. hirsuta (Ringelwikke) · 
V. lathyroides (Lathyruswikke) · 
V. lutea (Gele wikke) · 
V. orobus (Heidewikke) · 
V. pisiformis (Erwtenwikke) · 
V. sativa (Voederwikke) · 
V. sativa subsp. nigra (Smalle wikke) · 
V. sativa subsp. segetalis (Vergeten wikke) · 
V. sepium (Heggenwikke) · 
V. tenuifolia (Stijve wikke) · 
V. tetrasperma · 
V. tetrasperma subsp. tetrasperma (Vierzadige wikke) · 
V. villosa (Bonte wikke) · 
...
... · 
Abrus · 
Acacia · 
Acosmium · 
Adenanthera · 
Adenocarpus · 
Adenodolichos · 
Adenopodia · 
Adesmis · 
Aenictophyton · 
Aeschynomene · 
Afzelia · 
Aganope · 
Albizia · 
Alhagi · 
Alysicarpus · 
Amblygonocarpus · 
Amherstia · 
Andira · 
Angylocalyx · 
Aotus · 
Anthyllis · 
Arachis · 
Archidendropsis · 
Aspalathus · 
Astragalus (hokjespeul) · 
Austrosteenisia · 
Baphia · 
Bauhinia · 
Brachystegia · 
Bolusafra · 
Butea · 
Caesalpinia · 
Cajanus · 
Calicotome · 
Carmichaelia · 
Carrissoa · 
Cassia · 
Castanospermum · 
Ceratonia · 
Chamaecytisus · 
Cicer · 
Clianthus · 
Clitoria · 
Cordyla · 
Coronilla · 
Crotalaria · 
Cyamopsis · 
Cyclopia (honingbos) · 
Cytisus · 
Dalbergia · 
Daviesia · 
Delonix · 
Derris · 
Dialium · 
Dicraeopetalum · 
Dichrostachys · 
Dipteryx · 
Enterolobium · 
Eperua · 
Erythrina (koraalboom) · 
Erythrophleum · 
Faidherbia · 
Genista (heidebrem) · 
Glycine · 
Glycyrrhiza · 
Hardenbergia · 
Hovea · 
Indigofera · 
Inga · 
Lathyrus · 
Lens · 
Lonchocarpus · 
Lotus (rolklaver) · 
Lupinus (lupine) · 
Macrotyloma · 
Medicago (rupsklaver) · 
Melilotus (honingklaver) · 
Mimosa · 
Mora · 
Myroxylon · 
Newtonia · 
Onobrychis · 
Ononis (stalkruid) · 
Ormosia · 
Ougeinia · 
Pachyrhizus · 
Parkia · 
Parkinsonia · 
Parochetus · 
Pericopsis · 
Phaseolus · 
Physostigma · 
Pisum (erwt) · 
Prosopis · 
Psophocarpus · 
Psoralea · 
Pterocarpus · 
Pueraria · 
Racosperma · 
Robinia · 
Rothia · 
Securigera · 
Senegalia · 
Senna · 
Serianthes · 
Sesbania · 
Sophora · 
Spartium · 
Sphenostylis · 
Streblorrhiza · 
Strongylodon · 
Stylosanthes · 
Styphnolobium · 
Swainsona · 
Tamarindus · 
Tephrosia · 
Teramnus · 
Tetragonolobus · 
Tetrapleura · 
Trifolium (klaver) · 
Trigonella (hoornklaver) · 
Ulex · 
Uraria · 
Vachellia · 
Vicia (wikke) · 
Vigna · 
Viminaria · 
Virgilia · 
Wisteria (blauweregen) · 
Zornia · 
Zygocarpum · 
...